# 克里希纳·普拉萨德·奥利
克里希纳·普拉萨德·奥利，尼泊爾政治人物，現任尼泊爾駐中華人民共和國大使。

## 經歷
奥利有在中国长期学习和研究的經歷。此前在卡德加·普拉萨德·夏尔马·奥利担任总理期间，他被任命为国家计划委员会委员，之后于2018年被任命为国家自然保护基金主席。他是四川大学国际环境法客座教授，也是西藏大学兼职教授和加德满都法学院客座教授。
2024年11月10日，奧利被任命爲尼泊爾駐中華人民共和國大使。11月21日奧利抵華，次日遞交國書副本。